# Munchhausen
Munchhausen (en alsacià Minikhause) és un municipi francès, situat a la regió del Gran Est, al departament del Baix Rin. L'any 1999 tenia 692 habitants.
Forma part del cantó de Wissembourg, del districte de Haguenau-Wissembourg i de la Comunitat de comunes de la Plana del Rin

## Demografia
| 1962 | 1968 | 1975 | 1982 | 1990 | 1999 |
| ---- | ---- | ---- | ---- | ---- | ---- |
| 578  | 599  | 661  | 651  | 651  | 692  |

## Administració
| Període   | Identitat      | Partit |
| --------- | -------------- | ------ |
| 1980-1995 | Gilles Meyer   |        |
| 1995-     | Richard Stoltz | UMP    |